# Sexo aéreo
Air sex, também chamado de sexo aéreo, é uma atividade de simulação no Japão na qual homens e mulheres vestidos simulam uma atividade sexual com um parceiro invisível, muitas vezes de maneira desproporcional, com música e em uma competição diante de uma plateia. É levemente semelhante ao jogo de air guitar. O criador, J-Taro Sugisaku, diz que ele foi inventado em Tóquio por um grupo de "homens entediados sem namoradas" em 2006. 
Um relatório sobre o fenômeno na revista japonesa Weekly Playboy em 2006 foi publicado pelo jornal japonês de língua inglesa Mainichi Daily News. Um vídeo do "campeonato do mundial" foi postado no YouTube em janeiro de 2007.